# 아오치 시게쓰나
아오치 시게쓰나(일본어: 青地茂綱, 생년 미상 ~ 1570년 10월 19일)는 센고쿠 시대의 무장으로, 가모 사다히데(蒲生定秀)의 차남이자 가모 우지사토(蒲生氏郷)의 숙부이다.
아들로는 아오치 모토요시(青地元珍)가 있다. 어머니가 호족 마부치씨(馬淵氏) 출신이었기 때문에 오미국의 호족 아오치씨(青地氏, 마부치 일족)의 양자가 되어, 스루가노카미(駿河守)를 칭했다.
《구리타시(栗太志)》에 의하면 1563년(에이로쿠 6년) 음력 2월 11일에 1500기가 넘는 병사를 이끌었다고 한다. 롯카쿠씨에 속한 무장으로서 '롯카쿠 씨 법(六角氏式目)'에도 연서하여, 연서자 20명(서열이 위에서 20번째 이내)에 포함되어 있다.
1568년(에이로쿠 11년) 오다 노부나가(織田信長)의 상락전에서 그에게 항복했다. 이후, 형 가모 가타히데(蒲生賢秀)와 함께, 오다 군으로 이세 기타바타케씨 공략 등에 종군한다.
후에 아자이씨가 오다씨와 적대하자 모리 요시나리(森可成)·오다 노부하루(織田信治)와 함께 우사 산성(宇佐山城)의 수비를 담당하지만, 1570년(겐키 원년)에 아자이·아사쿠라 연합군 약 3만 명이 출격했다는 소식을 받고, 모리 요시나리·오다 노부하루와 함께 성을 나와서 사카모토(坂本)에 진을 치고 영격했지만, 패하여 전사했다고 한다.